# 松寺竹雄
松寺 竹雄（まつでら たけお、明治3年9月26日〈1870年10月26日〉 - 1935年〈昭和10年〉2月5日）は、日本の検事。朝鮮総督府官僚。正三位勲二等。

## 経歴
加賀国出身。金沢藩士、戸水信義の二男として生まれ、1886年（明治19年）、松寺敦行の養子となり、1891年（明治24年）に家督相続。　1893年（明治26年）、東京帝国大学法科大学英法科を卒業した。司法官となり、京城地方法院検事正、平壌覆審法院検事長、大邱覆審法院検事長、朝鮮総督府法務局長を歴任し、1929年（昭和4年）から朝鮮総督府高等法院検事長を務めた。1932年（昭和7年）12月、退官。
1935年（昭和10年）2月5日、病気療養中に東京府東京市豊島区池袋の自宅で死去、64歳。死没日をもって勲二等旭日重光章追贈。

## 親族
- 戸水寛人 - 兄[1]。東京帝国大学教授。衆議院議員。
- 湯村辰二郎 - 長女の夫[1]。朝鮮総督府農林局長、咸鏡南道知事、京畿道知事。
- 信原聖 - 三女の夫[1]。平安北道知事、慶尚南道知事。